# Strada del vino dell'Alto Adige
La strada del vino in Alto Adige (in tedesco Südtiroler Weinstraße) è una strada che corre parallela alla valle dell'Adige, nell'Oltradige, a partire da Nalles tocca la città di Bolzano proseguendo verso sud fino a raggiungere Cortina sulla Strada del Vino, nei pressi di Salorno. È lunga circa 70 chilometri e si snoda attraverso 15 comuni altoatesini.

## Storia
La strada del vino è stata fondata nel 1964 ed è uno dei percorsi più antichi del vino in Italia. Con 4250 ettari di vigneti, su un totale di 5114 in Alto Adige, la strada rappresenta l'84 per cento dei vigneti in Alto Adige.
La strada del vino inizia a Nalles, e attraversa la pianura che si estende sul versante est della valle a sud di Bolzano, fino a giungere nei pressi di Salorno. Rientrano a far parte della strada del vino le seguenti località: Andriano, Appiano, Bolzano, Bronzolo, Caldaro, Cortaccia, Cortina, Egna, Magrè sulla Strada del Vino, Montagna, Nalles, Ora, Salorno, Terlano, Termeno, Vadena.
Come le altre strade del vino, istituite in Italia, sono percorsi segnalati e pubblicizzati con appositi cartelli, lungo i quali insistono valori naturali, culturali e ambientali, vigneti e cantine di aziende agricole singole o associate aperte al pubblico; esse costituiscono uno strumento attraverso il quale i territori vinicoli e le relative produzioni possono essere divulgati, commercializzati e fruiti in forma di offerta turistica.

## Percorso
La strada del vino parte da Bolzano seguendo inizialmente la strada statale 42 del Tonale e della Mendola fino circa ad Appiano sulla Strada del Vino. Da qui procede seguendo la strada provinciale SP 14, toccando le seguenti località:
- Pianizza di Sotto (Unterplanitzing)
- Caldaro sulla Strada del Vino
- San Giuseppe al lago di Caldaro

In seguito si stacca dalla SP 14 per convergere verso Termeno sulla Strada del Vino. Da qui prosegue toccando le seguenti località:
- Ronchi (Rungg)
- Cortaccia sulla Strada del Vino
- Rio Largo (Breitenbach)
- Niclara (Entiklar)
- Magrè sulla Strada del Vino
- Lafot
- Cortina sulla Strada del Vino

## Vini
La viticoltura domina il paesaggio, e comprende i lati della valle, le colline e le montagne circostanti. Circa il 65% delle varietà coltivate sono per i vini rossi, mentre il restante 35% per quelli bianchi. Tra i vini bianchi coltivati:
- Pinot Bianco
- Pinot Grigio
- Chardonnay
- Traminer aromatico (Gewürztraminer)
- Sauvignon
- Müller-Thurgau
- Moscato Giallo
- Riesling
- Silvaner
- Kerner
- Veltliner
- Riesling Italico
- Sylvaner

I vini di uva rossa sono invece:
- Schiava
- Lagrein
- Pinot Nero
- Cabernet-sauvignon
- Merlot
- Moscato
- Malvasia

Quasi l'intera superficie viticola può ora vantarsi del riconoscimento del marchio DOC (Denominazione di Origine Controllata).
Oltre alla viticoltura nelle economie delle comunità, il turismo riveste un ruolo importante.